# Droga nr 9778 (Izrael)
Droga lokalna nr 9778 (hebr.: 9778 כביש) – jest drogą lokalną położoną w Górnej Galilei, na północy Izraela. Biegnie ona przez Dolinę Hula, pełniąc rolę łącznika między drogą nr 9779 a drogą nr 977.

## Przebieg
Droga nr 9778 przebiega przez Samorząd Regionu Ha-Galil ha-Eljon w Poddystrykcie Safed Dystryktu Północnego Izraela. Biegnie południkowo z północy na południe, pełniąc rolę łącznika między drogą nr 9779 a drogą nr 977.
Swój początek bierze na skrzyżowaniu z drogą nr 9779, którą jadąc na wschód dojeżdża się do kibuców Sede Nechemja i Amir, lub na północny zachód do skrzyżowania z drogą nr 9888 (prowadzi na północ do moszawu Bet Hillel) i dalej do miasta Kirjat Szemona. Natomiast droga nr 9778 prowadzi na południe do kibucu Kefar Blum. Około 1,5 km dalej droga kończy swój bieg na skrzyżowaniu z drogą nr 977. Jadąc nią na zachód dojeżdża się do drogi ekspresowej nr 90, lub na wschód do kibucu Ne’ot Mordechaj i dalej do skrzyżowania z drogą nr 918.